# Адам (гора)
Адам (англ. Mount Adam) — гора в Антарктиді, друга за висотою вершина Адміралтейських гір, що розташовані у Трансантарктичних горах. Її висота становить 4010 м над рівнем моря.

## Географія
Гора Адам розташована у Східній Антарктиді, в північно-східній області Землі Вікторії, в центральній частині Адміралтейських гір, які є складовою частиною Трансантарктичних гір. Вершина розташована за 5 км на захід — північний-захід, від найближчої вищої гори Мінто (4165 м), та за 6,37 км на схід — північний-схід від третьої за висотою вершини Адміралтейських гір — гори Аякс (3770 м).

## Відкриття та дослідження
Гора була відкрита у складі Адміралтейських гір в січня 1841 року англійською антарктичною експедицією капітана Джеймса Росса, який у 1839–1843 роках на кораблях «Еребус» та «Террор» зробив найбільше для того часу дослідження Антарктики. Росс назвав кілька високих вершин на честь морських лордів Адміралтейства Великої Британії, на службі у якому він перебував, в тому числі другу за висотою вершину — на честь віце-адмірала сера Чарльза Адама, який був старшим морським лордом Адміралтейства.